# Gilbert Stiebel
Gilbert Stiebel est un écrivain français né le 16 août 1901 à Orsay et mort le 18 décembre 1982 dans le 8e arrondissement de Paris.

## Publications
- Au céleste enfer, voyage en Chine, Baudinière 1932, La Technique du Livre 1933. Ouvrage qui est un véritable réquisitoire contre les mœurs chinoises (violence, xénophobie, prostitution, arnaques, etc).
- La Maffia de la goutte. Au pays des bouilleurs de cru, Baudinière, 1935. Sur les bouilleurs de cru, négociants, historique de la fraude, mafia, gangsters, débitants, répression, jacquerie, meneurs... surtout en Normandie.
- Grappes et cendres, Cahors, 1936.
- Vents chauds, nouvelles, Beyrouth, Les Lettres françaises, 1945.